# Раяоя
Раяоя — река в России, протекает по территории Финляндии (Южная Карелия) и России (Каменногорское городское поселение Выборгского района Ленинградской области). Длина реки — 8,5 км, площадь водосборного бассейна — 17,1 км².
Река берёт начало на высоте 51 м над уровнем моря и далее течёт преимущественно в юго-восточном направлении.
Река в общей сложности имеет три малых притока суммарной длиной 3,0 км.
Впадает в реку Панканоя, в свою очередь, впадающую в реку Петровку. Последняя впадает в озеро Конское, через которое протекает река Суоккаанвирта, впадающая в Новинский залив, являющийся частью системы Сайменского канала, выходящего в Финский залив.
Населённые пункты на реке отсутствуют.
Код объекта в государственном водном реестре — 01040300512202000008147.